# هوراس
كوينتس هوراتيوس فلاكس أو هوراس (باللاتينية: Qvintvs Horativs Flaccvs؛ 8 ديسمبر 65 ق.م. في فينوسا - 27 نوفمبر 8 ق.م. في روما) كان شاعراً غنائياً وناقداً أدبياً لاتينياً من رومانيا القديمة في زمن أغسطس قيصر، قيل بأن له تأثير على الشعر الإنجليزي. أصر هوراس على أن الشعر يجب أن يقدم السعادة والإرشاد. عُرف الشاعر بالقصائد الغنائية والمقطوعات الهجائية.

## نشأته
ولد هوراس في 8 ديسمبر من العام 65 قبل الميلاد، في فينوسيا  (تقع الآن في إيطاليا)، وكان ابناً لعبد محرر، ولكنه ولد حراً. أهدر والده الكثير من ماله حتى يتلقى هوراس تعليمه في روما ثم بعثه إلى أثينا ليدرس الإغريقية والفلسفة. قاتل هوراس إلى جانب جيش بروتوس الثائر بسبب اغتيال يوليوس قيصر. تضمنت أعماله الأولى كتب من المقطوعات الهجائية والإبود، ولكن أعماله حول القصائد الغنائية جعلته يشتهر كثيرًا، ومن بينها بحث «أرس بويتيكا» (Ars poetica) الذي احتوى على قواعد لتركيب الشعر. كتبه تتحدث غالباً عن الحب والصداقة والفلسفة، وأثرت أعماله على الغرب منذ عصر النهضة حتى القرن 19.
نجح هوراس نجاحاً باهراً في حياته. ففي حوالي الثالثة والعشرين كان قائداً لكتيبة في جيش بروتوس وكاسيوس اللذين انتصر عليهما أنطونيوس في فيليبي سنة 42 قبل الميلاد، وعلى الرغم من ذلك، استقبل لدى عودته إلى روما استقبالاً حسناً، حيث نعم برعاية ميسيناس، وقدم إلى أغسطس في وقت لاحق، وكان الإمبراطور يستمتع بأشعاره، وكان معظمها ساخراً وهجاء، يبعث على السرور والمرح .

## روابط خارجية
- هوراس على موقع الموسوعة البريطانية (الإنجليزية)
- هوراس على موقع ميوزك برينز (الإنجليزية)
- هوراس على موقع إن إن دي بي (الإنجليزية)
- هوراس على موقع ديسكوغز (الإنجليزية)